# Pat Stanton
Pour les articles homonymes, voir Stanton.
Patrick Gordon Stanton, couramment appelé Pat Stanton, est un footballeur international puis entraîneur écossais, né le 13 septembre 1944, à Édimbourg. Il évolue aux postes de milieu de terrain et de défenseur et il est principalement connu pour avoir joué 13 saisons à Hibernian puis 2 au Celtic. Il remporte dans sa carrière une fois les trois titres majeurs du football écossais, le championnat, la Coupe et la Coupe de la Ligue.
Il compte 16 sélections en équipe d'Écosse.
Devenu ensuite technicien, il est d'abord l'assistant d'Alex Ferguson à Aberdeen, puis entraîneur de Cowdenbeath, Dunfermline Athletic et enfin Hibernian. Il fait partie du Scottish Football Hall of Fame, depuis 2012, lors de la neuvième session d'intronisation.

## Biographie

### Carrière en club
Pat Stanton est l'arrière-arrière-neveu de Michael Whelahan, un des fondateurs et premiers capitaines d'Hibernian. Il s'engage avec ce club en 1963 et joue son premier match en octobre de cette année contre Motherwell. Il devient progressivement un membre essentiel de l'effectif, jouant suivant les cas milieu de terrain ou défenseur. Il est le capitaine qui soulève le trophée à la suite de la victoire en Coupe de la Ligue en 1972.
Il quitte Hibs en 1976, dans le cadre d'un échange avec Jackie McNamara, Sr. (en). Jock Stein, qui l'avait entraîné à Hibernian dans les années 60, voyait en lui le défenseur qui permettrait au Celtic de ne plus encaisser autant de buts évitables. Son pari réussit avec le Celtic, réussissant le doublé Coupe-championnat en 1976-77.
Une mauvaise blessure au cours de la saison 1977-78 l'oblige à mettre un terme à sa carrière. Hibernian et le Celtic jouent un match jubilé en son honneur, le 30 avril 1978.
Il commence alors une carrière de technicien en devenant l'assistant d'Alex Ferguson à Aberdeen pendant un an, avant de voler de ses propres ailes et d'entraîner Cowdenbeath, Dunfermline Athletic et Hibernian.

### Carrière internationale
Pat Stanton reçoit 16 sélections en faveur de l'équipe d'Écosse. Il joue son premier match le 11 mai 1966, pour une défaite 0-3, à l'Hampden Park de Glasgow, contre les Pays-Bas en match amical. Il reçoit sa dernière sélection le 27 mars 1974, pour une défaite 1-2, au Waldstadion de Francfort-sur-le-Main, contre la RFA en match amical. Il n'inscrit aucun but lors de ses 16 sélections et porte à trois occasions le brassard de capitaine.
Il participe avec l'Écosse aux éliminatoires de la Coupe du monde 1970, aux éliminatoires de l'Euro 1972 et aux British Home Championships de 1969, 1972 et 1973.

## Palmarès

### Comme joueur
- Hibernian :
  - Vice-Champion d'Écosse en 1973-74 et 1974-75
  - Finaliste de la Coupe d'Écosse en 1972
  - Vainqueur de la Coupe de la Ligue écossaise en 1972
  - Finaliste de la Coupe de la Ligue écossaise en 1969 et 1974
- Celtic :
  - Champion d'Écosse en 1976-77
  - Vainqueur de la Coupe d'Écosse en 1977
  - Vainqueur de la World of Soccer Cup en 1977